# Lihu (sockenhuvudort i Kina, Jiangsu Sheng, lat 31,53, long 120,26)
Lihu (kinesiska: 蠡湖, 蠡湖街道) är en sockenhuvudort i Kina. Den ligger i provinsen Jiangsu, i den östra delen av landet, omkring 150 kilometer sydost om provinshuvudstaden Nanjing. Antalet invånare är 49 355. Befolkningen består av 24 296 kvinnor och 25 059 män. Barn under 15 år utgör 10,0 %, vuxna 15-64 år 78 %, och äldre över 65 år 10,0 %.
Runt Lihu är det tätbefolkat, med 762 invånare per kvadratkilometer. Närmaste större samhälle är Wuxi, 5,4 km nordost om Lihu. Trakten runt Lihu består till största delen av jordbruksmark.
Genomsnittlig årsnederbörd är 1 613 millimeter. Den regnigaste månaden är augusti, med i genomsnitt 234 mm nederbörd, och den torraste är januari, med 55 mm nederbörd.